# Suosaari (ö i Finland, Södra Savolax, S:t Michel, lat 62,01, long 27,15)
Suosaari är en ö i Finland.   Den ligger i kommunen S:t Michel i den ekonomiska regionen  S:t Michel och landskapet Södra Savolax, i den södra delen av landet, 230 km nordost om huvudstaden Helsingfors. Suosaari ligger i sjön Kyyvesi.